# الظولمة (القفر)

تعديل مصدري - تعديل

الظولمة محلة تابعة لقرية الويلي السافل، التابعة لعزلة بني مسلم بمديرية القفر إحدى مديريات محافظة إب في الجمهورية اليمنية، بلغ تعداد سكانها 33 حسب تعداد اليمن لعام 2004.